# 托俄萨
托俄萨（希腊语：Θόωσσά，字面意思为“轻快的”，“敏捷的”）希腊神话中的一个涅瑞伊得斯（海中神女），海神福耳库斯和刻托之女。她是海神波塞冬的众多情人之一，和波塞冬生下了著名的独目巨人波吕斐摩斯。
和她的姐妹斯库拉、厄客德娜等相似，托俄萨的形象通常也是上半身为女身，下半身为鱼尾的鱼人形象。